# Emma Raducanu
Emma Raducanu (Toronto, Kanada, 2002. november 13. –) Grand Slam-tornagyőztes brit hivatásos teniszezőnő.
A tenisz történetében ő az első, aki a kvalifikációból indulva megnyert egy Grand Slam-tornát. A US Openen 1968 óta az első brit teniszezőnő, aki megszerezte a győzelmet, és a brit tenisz számára 1977 után nyert 2021-ben ismét Grand Slam-tornát.
2018-tól profi teniszjátékos. Eddigi pályafutása során egyéniben egy WTA- és három ITF-tornagyőzelmet aratott. Egy WTA 125K-tornán jutott döntőbe.
A világranglista 338. helyezettjeként szabad kártyával indulhatott élete első felnőtt Grand Slam-tornáján, a 2021-es wimbledoni teniszbajnokságon, ahol a 4. körig jutott, és a 185. helyre került. A 2021-es US Openen a kvalifikációból indulva megszerezte a trófeát. Eredményével a legjobbján újabb több, mint 150 helyezést javítva, 2021. szeptember 13-án a Top100-ba, a 23. helyre ugrott, és megelőzve Konta Johannát a legmagasabban jegyzett brit teniszezőnő lett. Legjobb egyéni világranglista helyezését 2022. július 11-én érte el, amikor a 10. helyre került. Párosban 2025. augusztus 18-án a 271. helyen állt.
Édesapja román, édesanyja kínai, mindketten a pénzügyi szektorban dolgoznak. Kétéves korában költöztek Londonba.

## Grand Slam döntői

### Egyéni

#### Győzelmek (1)
| Év   | Bajnokság | Borítás | Ellenfél         | Eredmény |
| ---- | --------- | ------- | ---------------- | -------- |
| 2021 | US Open   | Kemény  | Leylah Fernandez | 6–4, 6–3 |

## WTA-döntői

### Egyéni
| Összesítés                    |
| Grand Slam-torna (1)          |
| WTA 1000 (mandatory)* (0)     |
| WTA 1000 (non-mandatory)* (0) |
| WTA 500* (0)                  |
| WTA 250* (0)                  |

#### Győzelmei (1)
| No. | Dátum                | Torna             | Borítás | Ellenfél a döntőben | Eredmény a döntőben | Eredmény a döntőben |
| 1.  | 2021. szeptember 11. | US Open, New York | Kemény  | Leylah Fernandez    | 6–4, 6–3            | részletek           |

## WTA 125K-döntői

### Egyéni

#### Elveszített döntői (1)
|    | Dátum               | Torna                   | Borítás | Ellenfél a döntőben | Eredmény a döntőben |
| 1. | 2021. augusztus 23. | WTA125 Chicago, Chicago | Kemény  | Clara Tauson        | 1–6, 6–2, 4–6       |

## ITF döntői

### Egyéni: 5 (3–2)
| Díjazás        |
| -------------- |
| $100,000 torna |
| $80,000 torna  |
| $60,000 torna  |
| $25,000 torna  |
| $15,000 torna  |

| Borításonként |
| ------------- |
| Kemény (3–2)  |
| Salak (0–0)   |
| Fű (0–0)      |
| Szőnyeg (0–0) |

| Eredmény | Gy–V | Dátum              | Torna                              | Borítás    | Ellenfél         | Eredmény      |
| -------- | ---- | ------------------ | ---------------------------------- | ---------- | ---------------- | ------------- |
| Győztes  | 1–0  | 2018. május 20.    | ITF Tiberias, Izrael               | Kemény     | Hélène Scholsen  | 7–6(3), 6–4   |
| Győztes  | 2–0  | 2018. október 21.  | ITF Antalya, Törökország           | Kemény     | Johana Marková   | 6–4, 6–2      |
| Döntős   | 2–1  | 2019. március 31.  | ITF Tel Aviv, Izrael               | Kemény     | Corinna Dentoni  | 4–6, 3–6      |
| Győztes  | 3–1  | 2019. december 15. | ITF Pune, India                    | Kemény     | Naiktha Bains    | 3–6, 6–1, 6–4 |
| Döntős   | 3–2  | 2020. március 1.   | ITF Sunderland, Egyesült Királyság | Kemény (f) | Viktorija Tomova | 6–4, 4–6, 3–6 |

## Eredményei Grand Slam-tornákon

### Egyéni
| Grand Slam | Australian Open | Australian Open | Roland Garros | Roland Garros   | Wimbledon      | Wimbledon        | US Open  | US Open          |
| Év         | Eredmény        | Utolsó ellenfél | Eredmény      | Utolsó ellenfél | Eredmény       | Utolsó ellenfél  | Eredmény | Utolsó ellenfél  |
| 2018       | –               | –               | –             | –               | Selejtező (Q1) | Selejtező (Q1)   | –        | –                |
| 2019       | –               | –               | –             | –               | Selejtező (Q1) | Selejtező (Q1)   | –        | –                |
| 2020       | –               | –               | –             | –               | elmaradt       | elmaradt         | –        | –                |
| 2021       | –               | –               | –             | –               | 4. kör         | Ajla Tomljanović | Győzelem | Leylah Fernandez |
| 2022       | 2. kör          | Danka Kovinić   | 2. kör        | A Szasznovics   | 2. kör         | Caroline Garcia  | 1. kör   | Alizé Cornet     |
| 2023       | 2. kör          | Cori Gauff      | –             | –               | –              | –                | –        | –                |
| 2024       | 2. kör          | Vang Ja-fan     | –             | –               | 4. kör         | Lulu Sun         | 1. kör   | Sofia Kenin      |
| 2025       | 3. kör          | Iga Świątek     | 2. kör        | Iga Świątek     | 3. kör         | Arina Szabalenka |          |                  |

## Év végi világranglista-helyezései
| Év     | 2018 | 2019 | 2020 | 2021 | 2022 | 2023 | 2024 |
| Egyéni | 692. | 503. | 343. | 19.  | 75.  | 285. | 58.  |

## Díjai, elismerései
- 2021: BBC Sport Personality of the Year 2021 (Az év sportolója)[4]